# کانر گاف
کانر گاف (انگلیسی: Conor Gough؛ زادهٔ ۹ اوت ۱۹۹۳) بازیکن فوتبال اهل بریتانیا است.
از باشگاه‌هایی که در آن بازی کرده‌است می‌توان به باشگاه فوتبال ایست‌بورن بورو، باشگاه فوتبال چارلتون اتلتیک، باشگاه فوتبال کانوی ایسلند، باشگاه فوتبال سالزبری سیتی، باشگاه فوتبال کونکورد رانجرز، باشگاه فوتبال بریستول راورز، باشگاه فوتبال چلمزفورد سیتی، باشگاه فوتبال لوس، باشگاه فوتبال گرایس اتلتیک، و باشگاه فوتبال سنت آلبنز سیتی اشاره کرد.